# Amiga 3000
Amiga 3000 var den första Amiga-modellen med en ren 32-bits arkitektur. Den lanserades 1990 och såldes fram till 1992, då den avlöstes av Amiga 4000.

## Designfilosofi
Amiga 3000 var med sin nya arkitektur och sitt höga pris (mellan 20 000 och 30 000 kronor beroende på utrustning och datum) tänkt som en multimediedator för proffsen. Den hade därför ett löst tangentbord, nytt operativsystem, flimmerfri högupplösningsgrafik, SCSI-hårddisk och ett nytt operativsystem. Dess främsta konkurrenter på datormarknaden var Atari TT och Macintosh II.

## Uppbyggnad
Proffsdatorn Amiga 3000 kom i en desktoplåda med löst tangentbord, till skillnad från hemdatorn A500. Lådan är den mest kompakta av alla Amigamodeller med löst tangentbord. I gengäld fanns i fronten två platser för 3,5-tumsdiskettenheter, men ingen 5,25-tumsplats för t.ex. CD-ROM.
Till skillnad från de tidigare modellerna A1000, A500 och A2000, som alla byggde på samma konstruktion med enbart smärre förändringar, använde sig A3000 av en för sin tid snabb 32-bitars 68030-processor från Motorola. Även den yttre bussarkitekturen var 32 bitar bred och döptes till Zorro III. Mekaniskt var den identisk med den tidigare Zorro II-bussen (en 100-stifts kortkantskontakt), men betydligt intelligentare och hade bland annat stöd för busmastering. Kortplatserna, 4 till antalet, satt på ett dotterkort. På dotterkortet fanns även inaktiva ISA-platser och en speciell videokortplats för genlock, grafikkort o dyl.
En kvardröjande 16-bitarskomponent var de specialchips som skötte bild och ljud på Amigan. De hade dock fått genomgå vissa förändringar, och benämndes därför ECS, Enhanced ChipSet. Grafik- och ljudminnet kunde nu utökas till 2 Mbyte, och några extra skärmlägen hade tillkommit. A3000 var också den första modellen som levererades med AmigaOS 2.0, den största uppgraderingen i operativsystemets historia. Tidiga modeller laddade in operativsystemet från hårddisken, med ett system som kallades för "SuperKickstart". Senare levererades maskinen med Kickstart 2.0 inbränd i ROM istället.
Det stora moderkortet var uppbyggt med en blandning av högintegrerade specialkretsar från Commodores egen halvledarfabrik, förprogrammerade GAL/PAL-kretsar och enklare TTL-chips. En stor del av kortytan var vikt åt minnesexpansionen, som utfördes med diskreta DRAM-kretsar i DIP- och ZIP-kapslar. Denna typ av minnesexpansion vållade flera problem – det var pilligt att montera minnet då åtta kapslar behövde installeras åt gången, och i synnerhet ZIP-minnena var såväl mekaniskt känsliga som svåra att få tag på.
Processorn, med en klockfrekvens på 25 MHz (eller 16 MHz på budgetmodellen), var ytmonterad och kunde uppgraderas genom en lokal buss. På dessa processkort fanns ofta minnesexpansioner och andra tillägg för att få så snabb åtkomst som möjligt. Samma lokala buss finns på Amiga 4000 och de flesta processorkort fungerar på båda maskinerna.
Amiga 3000 levererades med en hårddisk på 52 Mbyte eller mer, inkopplad via ett SCSI-gränssnitt. Plats fanns internt för en hårddisk, men ytterligare en kunde installeras istället för en andra diskettstation, och ännu fler kunde kopplas in externt.